# 't Is niet waar, hé?
't Is niet waar, hé? is het vijfde album van de stripreeks F.C. De Kampioenen, getekend door Hec Leemans. De titel van het album is afkomstig van een uitspraak van Dimitri De Tremmerie in de televisieserie. De strip is uitgegeven in 1998 door Standaard Uitgeverij.

## Het verhaal
Op een dag staat Amedee N'Détété, de Afrikaanse neef van DDT, ineens voor de deur van DDT. Dimitri wil Amedee eerst niet binnenlaten maar wanneer blijkt dat hij een uitmuntend automonteur is, neemt hij hem binnen en laat hij hem in de garage werken. Later blijkt Amedee ook nog een uitstekend voetballer te zijn en Dimitri beslist om zijn manager te worden. Met het idee Amedee nog beter te laten voetballen, bestelt Dimitri een voorraad doping bij Dokter Glenn Buterol.
Pascale en Carmen vinden dat ze te dik zijn en beslissen op consultatie te gaan bij Dokter Buterol. Hij schrijft hen zijn wonderpillen voor. Wanneer de eerste dosis van Pascale op is, besluit ze nog een nieuwe dosis te kopen. Ze stuurt Marc naar de dokter om deze pillen te gaan halen. DDT vraagt echter op hetzelfde moment aan Marc om een nieuwe voorraad doping te gaan halen bij de dokter. Marc levert echter de verkeerde pillen bij zowel DDT als Pascale met alle gevolgen van dien...
Amedee wordt heel erg mager en Pascale wordt met de dag gespierder. Pol en Bieke ontdekken dat de dokter ook niet helemaal zuiver is op de graad en geven hem aan. Hij wordt opgepakt door inspecteur Voorhamers. Amedee beslist om in zijn thuisland zijn eigen voetbalploeg op te richten en vertrekt terug naar Congo. 

## Hoofdpersonages
- Balthasar Boma
- Bieke Crucke
- Pascale De Backer
- Dimitri De Tremmerie
- Pol De Tremmerie
- Doortje Van Hoeck
- Marc Vertongen
- Carmen Waterslaeghers
- Xavier Waterslaeghers

## Gastpersonages
- Amedee Désiré N' Détété
- Dokter Glenn Buterol
- Inspecteur Voorhamers
- Mevrouw Vetgans

Zal 't gaan, ja? · Mijn gedacht! · Buziness is buziness · Vliegende dagschotels · 't Is niet waar, hé? · De dubbele dino's · Kampioen zijn is plezant! · Kampioenen op verplaatsing · Tournee Zénérale · De ontsnapping van Sinterklaas · Xavier in de puree · Het sehks-schandaal · De kampioenen maken een film · Oma Boma · De huilende hooligan · Bij Sjoeke en Sjoeke · Het geval Pascale · De simpele duif · Supermarkske · Supermarkske slaat terug · Kampioenen aan zee · Boma in de coma · De dader heeft het gedaan · De wereldkampioenen · Sergeant Carmen · Het spiedende oog · Vertongen en zoon · Man, man, man! · Stem voor mij! · Gebakken lucht · Kampioenen op wielen · De zeep-serie · Kampioenen in Afrika · Supermarkske op de bres · Agent Vertongen · De trouwpartij · Kampioenen op latten · Buffalo Boma · De vliegende reporter · De groene zwaan · Xavier gaat vreemd · De lastige kampioentjes · Boma in de wellness · De antieke antiquair · Alle hens aan dek  · Supermarkske op het slechte pad  · De schat van de Macboma's · De Jobhopper · De Kampioenen in het circus · 50 Kaarsjes... · Baby Vertongen · De nies van de neus · Don Padre Padrone · De rally van tante Eulalie · Paulientje op de dool · Miss Moeial · Carmen in het nieuw · Het geheim van de kampioentjes · De Afronaut · De erfenis van Maurice · De Kampioenen maken ambras · Oma Boma trainer · DDT doet weer mee · 20 jaar later · De Kampioenen in Pampanero · Kampioentjes verliefd · Supermarkske is weer fit · De pil van Pol · Vertongen Vampier · Fernand gaat trouwen · De verdwenen kampioenen · Xaverius De Grote · Komen vreten · Dolle Door · Hello poepa · De vinnige voetballer · Vijftig tinten paarsblauw · Dokter Jekyll en mister Vertongen · De kampioenen van de filmset · De Kampioentjes en het spookkasteel · De Kampioenen in Rio · Boma op de klippen · Op zoek naar Neroke · Supermarkske bakt ze bruin · De Corsicaanse connectie · De lotto-kampioen · DDT op het witte doek · De geniale djinn · Paniek in de Pussycat · De kampioentjes maken het bont · De malle mascotte · De pakjesoorlog · Supermarkske is weer proper · De tandartsassistente · Maurice de zwijger · Pol en Doortje gaan scheiden · Allemaal cinema! · Boma burgemeester · De nieuwe kolonel · Alles loopt in het honderd · De bucketlist van Xavier · Bibi Carmen · De kampioentjes en de kroonprins · Vrouwen aan de macht · Patatten en saucissen · De bronzen beker · Supermarkske en de 7 dwergen · De Kampioenen trappen door · De grimas van een paljas · De verjaardagstaart · Kampioenen aan het front · Boma in de val · Terug naar Splotsj · Ginette · Gespuis in huis · De knecht van tante Eulalie · De bal is rond · De strijd der titanen